# Madagascar (film)
Madagascar er en amerikansk animationsfilm fra 2005 produceret af DreamWorks Animation. Filmen er skrevet og instrueret af Eric Darnell og Tom McGrath, og produceret af Mireille Soria, Mark Burton og Billy Frolick.
Filmen igangsatte Madagascar-filmserien, og blev fulgt op med Madagascar 2 (2008) og Madagascar 3, samt spin-off filmen Pingvinerne fra Madagascar (2014) og tv-serien Pingvinerne fra Madagascar (2015).

## Handling
Filmen handler om fire dyr, løven Alex, zebraen Marty, giraffen Melman og flodhesten Gloria.
Løven Alex er storbyjunglens konge og hovedattraktionen i Central Park Zoo. Ligesom sine venner, Marty, Melman og Gloria, lever han et liv i lykkelig fangenskab: Maden bliver serveret på klokkeslæt og publikum kommer og kigger beundrende på dem.
Marty fejrer sin tiende fødselsdag, men han længes efter at se resten af verden uden for havens mure og med hjælp fra pingvinerne i zoo, lykkes det Marty at stikke af. Hans venner Alex, Melman og Gloria følger efter ham for at hjælpe og de ender til sidst på Grand Central Station, men bliver hurtigt bedøvet af beroligende pile, efter at Alexs forsøg på at kommunikere fejlagtigt bliver forvekslet med aggression.
Den zoologiske have kommer under pres fra dyrerettighedsaktivister, og det bliver besluttet at Alex, Marty, Melman og Gloria skal sendes med skib til Kenya.
Men pingvinerne har andre planer og de saboterer skibet med det resultat, at Alex, Marty, Melman og Gloria strander på den eksotiske ø Madagaskar.
Dyrene tror i første omgang at de befinder sig i San Diego Zoo, Californien. Men ved at udforske stedet, løber de ind i en gruppe lemurer ledet af kong Julien og det går op for de fire venner at de ikke længere er i en zoologisk have.

## Medvirkende
| Rolle              | Amerikanske stemmer    | Danske stemmer       |
| ------------------ | ---------------------- | -------------------- |
| Løven Alex         | Ben Stiller            | Søren Fauli          |
| Zebraen Marty      | Chris Rock             | Mick Øgendahl        |
| Giraffen Melman    | David Schwimmer        | Jesper Asholt        |
| Flodhesten Gloria  | Jada Pinkett Smith     | Trine Dyrholm        |
| Lemurkongen Julien | Sacha Baron Cohen      | Søren Ulrichs        |
| Maurice (lemur)    | Cedric the Entertainer | Ole Ernst            |
| Mort (lemur)       | Andy Richter           | Peter Secher Schmidt |
| Skipper (pingvin)  | Tom McGrath            | Henrik Prip          |
| Kowalski (pingvin) | Chris Miller           | Lasse Lunderskov     |
| Rekrut (pingvin)   | Christopher Knights    | Allan Olsen          |
| Mason (abe i zoo)  | Conrad Vernon          | Jens Jacob Tychsen   |